# Christian Nabais
Christian Nabais est un auteur français né en 1962 à Helsinki en Finlande.

## Biographie
Jeune, il commence à dessiner pour des fanzines (Fantascienza, L’Épée du troll, Morgoth).
En 1982, il décide de se consacrer au cinéma et à la pratique du culturisme. Victime d'un accident sur la voie publique, il se reconvertit dans l’ingénierie informatique et joue en parallèle dans des groupes punk rock (Samizdat, Homeboys), pour lesquels il réalise fanzine, posters et tee-shirts.
En 1992, il devient auteur professionnel. Il rencontre Bruno Bonnell et collabore à l’écriture de jeux vidéo pour Infogrames (Alone in the Dark 2, Astérix : Le Défi de César). La même année, il remporte un concours d’écriture avec La Combinaison verte et voit sa première traduction publiée (Jamais de lendemain).
Après avoir écrit une dizaine de jeux vidéo et traduit autant de romans, il participe à l’éclosion de la bulle Internet en créant un webmagazine pour adolescents (La Tribu du Web), et collabore au Club Adi. Après Largo Winch : Aller simple pour les Balkans, il se consacre à l’écriture de logiciels ludoéducatifs et participe à la naissance de la chaîne câblée interactive Adibou TV.
En 2003, il obtient le prix Rhône-Alpes du livre pour sa traduction de Bienvenue à Rovaniemi du Finlandais Jari Tervo.
En parallèle à ses activités de traducteur et de scénariste multimédia, il publie régulièrement des œuvres accessibles uniquement par le biais d'Internet (BD, romans, films) et expose dans des galeries d'art contemporain.

### Jeux vidéo
- Katégo (Havas Interactive - Coktel)
- Largo Winch : Aller simple pour les Balkans (Ubi Soft)
- Alone in the Dark 3 (Infogrames)
- Alone in the Dark 2 (Infogrames)
- Jack in the Dark (Infogrames)
- Astérix : Le Défi de César (Infogrames)
- Time Gate : Le Secret du templier (Infogrames)
- Prisoner of Ice (Infogrames)
- Big Bang Bidule chez l'oncle Ernest (participation aux dialogues) (Lexis Numérique)
- Le Bidulo-Trésor de l'oncle Ernest (participation aux dialogues) (Lexis Numérique)
- La Statuette maudite de l'oncle Ernest (participation aux dialogues) (Lexis Numérique)
- Le Roi Lion : Mission spéciale (Disney Interactive - Lexis Numérique)
- Monsieur Parmentier (Planet Nemo)
- Big Bang Show (Infogrames)
- Cedric - L'Anniversaire de Chen (dialogues) (Atari)
- Boule & Bill - Vive les vacances (dialogues) (Atari)

### Télévision
- Adibou TV
- Jean-Paul et Lola (Fox Kids)

### Internet
- Allumette et Coton-tige (dessins animés) (Planet Nemo)
- Monsieur Parmentier (recettes de cuisine animées) (Planet Nemo)
- La Tribu du Web (Hortus Soft - Kidoclic)
- Club Adi (Vivendi Universal)
- Education.com (rédactionnel) (Vivendi Universal)
- Moskitown.com (rédactionnel) (Vivendi Universal)

### Romans
- Rock'n'roll (Manuscrit.com)
- Alice et le deuil de Kral Seker (coauteur)

### Traductions
- Harjunpää et le prêtre du mal - Matti Yrjänä Joensuu (Gallimard - Série noire)
- Harjunpää et les lois de l'amour - Matti Yrjänä Joensuu (Gallimard - Série noire)
- Harjunpää et l'homme-oiseau - Matti Yrjänä Joensuu (Gallimard - Série noire)
- Bienvenue à Rovaniemi - Jari Tervo (Denoël)
- Ponton à la dérive - Daniel Katz (Gaïa)
- Reposer sous la mer - Riikka Ala-Harja (Gaïa)
- Le Géant - Riikka Ala-Harja (Gaïa)
- Un hiver aux Canaries - Riikka Ala-Harja (Gaïa)
- Off Season - Anne Hämäläinen, Riikka Ala-Harja (Cahiers du Temps)
- Jamais de lendemain - Mika Waltari (Actes Sud)
- La Viorne - Mika Waltari (Actes Sud)
- Le Rameur - Ilkka Pitkänen (Actes Sud)
- Oiseau de malheur - Johanna Sinisalo (Actes Sud)
- Le Royaume des perches - Martti Linna (Gaïa)
- L'Île - Riikka Ala-Harja (in Des écrivains et les lettres du monde - Lettres du monde)
- Débarquement - Riikka Ala-Harja (Gaïa)
- La Maison de vos rêves - Martti Linna (Gaïa)

### Nouvelles
- La Combinaison verte (in Racconti / Quelles nouvelles)
- Un Métier de chien (in AAARG! no.6)

### Ouvrages divers
- Alone in the Dark 3 (novelization du jeu vidéo) (I-Motion)
- Les Recettes de Monsieur Parmentier (participation) (Planet Nemo)
- NovAmerica (feuilleton électronique) (BBS Outline - Infogrames)
- La Chasse au trésor de Corto Maltese (éditions Atlas, diffusion restreinte)
- Astérix aux Jeux Olympiques (jeu de plateau, éditions Atlas, diffusion restreinte)

### Presse / Journalisme
- Vidéo 7 (monographies)
- BBS Outline (articles)
- Bande Dessinée 1981-1982 (interviews et critiques)

### Expositions
- Collages & Volcano (galerie Ahtzic Silis, octobre 2009)
- Participation à l'exposition permanente Flores y Espinas
- Participation à l'installation collective Happy Birthday Alice!!

### Disques
Avec les Homeboys (saxophoniste):
- Rythms against racism (compilation)

Avec les Partisans (saxophoniste):
- Street-Gones
- Les Partisans
- Clockwork Anthems vol. 2

Avec Samizdat (guitariste):
- J'irai cracher sur vos ondes (compilation)
- Le DIY ou la mort (compilation)

## Note
Des inédits et des archives de cet auteur sont publiés épisodiquement sur le blog Route Zéro. 
- Notices d'autorité :   - VIAF
  - ISNI
  - BnF (données)
  - IdRef